# Guerra relámpago

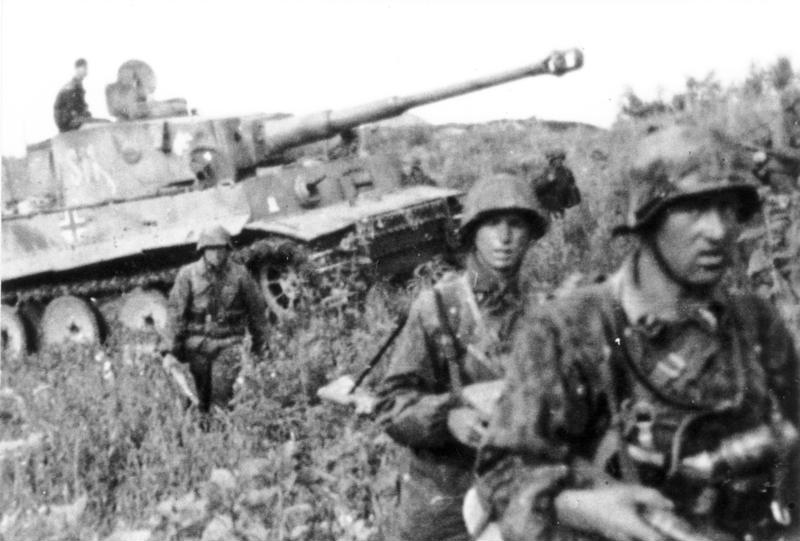
Tropas de la 2.ª División SS Das Reich junto a un carro de combate Tiger I durante la batalla de Kursk (1943).

La guerra relámpago, conocida por su nombre alemán Blitzkrieg (ˈblɪʦˌkʀiːkⓘ), es el nombre que recibe una táctica militar que tiene como fin el desarrollo de una campaña rápida y contundente con el objetivo de culminar con una clara victoria, evitando por lo tanto la posibilidad de una guerra total y el desgaste que supone en términos de vidas y de recursos. Se trata de una táctica de ataque que consiste de un bombardeo inicial, seguido del uso de fuerzas móviles, atacando con velocidad y sorpresa para impedir una defensa coherente.
Los principios básicos de esta táctica se desarrollaron en el siglo xx por varias naciones a partir del período de entreguerras, y es conocida por su adaptación por la Wehrmacht al uso de armas y vehículos modernos, y la puesta en práctica en la Segunda Guerra Mundial como método eficaz para evitar la guerra de trincheras y la guerra en frentes fijos. A partir de la segunda mitad del siglo xx, la fase de bombardeo se ha llevado a cabo por medios aéreos (aunque también de artillería), seguida por un rápido y contundente avance de las unidades terrestres, como en la guerra de los Seis Días. Puesto que la sorpresa es crucial en una blitzkrieg exitosa, supone la toma de la iniciativa en el ataque y la campaña.

## Etimología y significado moderno
Blitzkrieg es un vocablo alemán que se traduce como  «guerra relámpago», para referirse a su rápido desenlace. De uso poco común en la Segunda Guerra Mundial, la palabra fue poco usada en publicaciones militares, como la Deutsche Wehr en 1935, en el contexto de un artículo que exponía cómo Estados con insuficiente comida y materias primas podían ganar una guerra. En 1938 volvió a usarse en el Militär-Wochenblatt, donde se definía como un «ataque estratégico» llevado a cabo con el empleo de blindados, fuerzas aéreas y fuerzas aerotransportadas. En su libro Blitzkrieg Legende, Karl-Heinz Frieser, quien investigó el origen del vocablo, señala que el uso de la palabra antes de la guerra era muy raro y que no entró en la terminología oficial durante la guerra.
En el mundo anglosajón el término se hizo popular por un periodista de la revista estadounidense Time, en su descripción de la invasión de Polonia en 1939. Publicado el 25 de septiembre de 1939, con la campaña en pleno desarrollo, el relato del periodista menciona:

«El frente de batalla se ha perdido, y con él la ilusión que siempre había existido en un frente de batalla. En esta no hubo una guerra de ocupación, sino una guerra de penetración rápida y anulación —Blitzkrieg, guerra relámpago—. Las rápidas columnas de tanques y camiones blindados se han sumergido dentro de Polonia mientras las bombas llovían desde el cielo anunciando su llegada. Han cortado las comunicaciones, matado los animales, dispersado la población, extendido el terror. Actuando algunas veces a 50 km por delante de la infantería y la artillería, han acabado con las defensas polacas antes de que tuviesen tiempo de organizarse. Luego, mientras la infantería limpiaba, se movieron para atacar de nuevo muy detrás de lo que se conocía como frente».

Historiadores y expertos militares han definido la Blitzkrieg como el empleo de conceptos de maniobras y guerra de fuerzas combinadas, desarrollado en Alemania durante la entreguerras y la Segunda Guerra Mundial, y ejecutado en conflictos bélicos a lo largo del siglo xx y a principios del siglo xxi. Desde el punto de vista estratégico, la idea es conseguir un derrumbamiento rápido del adversario con una campaña corta librada por un ejército pequeño y profesional. Desde el punto de vista operacional, dicha meta se consigue por medios indirectos, tales como la movilidad y la sorpresa, dejando los planes del adversario impracticables o irrelevantes. Para alcanzarlo se han usado combinaciones de formaciones de blindados, infantería motorizada, ingenieros, artillería y cazabombarderos.
Más allá de las guerras relámpago, el uso de la palabra blitz se hizo popular con referencia a operaciones militares que enfatizan la sorpresa, la velocidad y la concentración. Aún durante la Segunda Guerra Mundial, los bombardeos a la ciudad de Londres por la Luftwaffe se conocieron como Blitz. En los años 1990, los teóricos estadounidenses del Shock y pavor afirmaron que la blitzkrieg era un subconjunto de estrategias que denominaron «dominio rápido».
Al margen del terreno militar, existe una modalidad del ajedrez rápido llamada Blitzschach

## Primeros ejemplos
Los primeros ejemplos prácticos de este concepto, junto a la tecnología moderna, fueron los establecidos por la Wehrmacht alemana en las batallas iniciales de la Segunda Guerra Mundial. Mientras que las operaciones en Polonia fueron bastante convencionales, las siguientes batallas (en particular las invasiones de Francia, los Países Bajos y las primeras operaciones en la Unión Soviética) fueron efectivas debido a las penetraciones por sorpresa, la falta de preparación general del enemigo y la incapacidad de reaccionar rápido a las ofensivas alemanas. La victoria del ejército alemán frente a un enemigo superior y más numeroso en Francia llevó a muchos analistas a creer que se había inventado un nuevo sistema de guerra.
La definición aceptada de las operaciones en forma de blitzkrieg incluye el uso de maniobras en lugar de desgaste para derrotar a un oponente, y traza operaciones utilizando la concentración de fuerzas combinadas de recursos móviles en un punto central, los blindados apoyados de cerca por activos de infantería móvil, artillería y apoyo aéreo. Estas tácticas necesitaban el desarrollo de vehículos de apoyo especializados, nuevos métodos de comunicación, nuevas tácticas militares y una descentralización efectiva de la estructura de mandos.
En términos generales, la blitzkrieg necesitaba la formación de la infantería mecanizada, la artillería autopropulsada y cuerpos de ingenieros que pudiesen mantener en buenas condiciones el equipo y la movilidad de los carros. Las fuerzas alemanas evitaban el combate directo con el fin de interrumpir las comunicaciones, la toma de decisiones, la logística y reducir el estado de ánimo del enemigo. En el combate, la blitzkrieg dejaba poca elección a las fuerzas defensoras, lentas, más allá de romperse en bolsas aisladas, que eran rodeadas y destruidas por la infantería alemana.

## Periodo de entreguerras

### Guerra polaco-soviética
Por primera vez se aplicó la estrategia durante la guerra polaco-soviética (1919-1920). Las Fuerzas Armadas polacas eran inferiores a las soviéticas. Para mover las tropas, se utilizó por primera vez la estrategia, que ganó la guerra y, en consecuencia, la independencia polaca se prolongó 19 años.

### Reichswehr
El inminente desarrollo de la blitzkrieg comenzó con la derrota alemana en la Primera Guerra Mundial. Poco después del conflicto, la Reichswehr creó comités de oficiales veteranos para evaluar 57 cuestiones de la guerra. Los informes de estos comités dieron forma a publicaciones de doctrinas y entrenamientos que serían estándares en la Segunda Guerra Mundial. La Reichswehr estaba influida por su análisis del pensamiento militar alemán de la preguerra, en particular de sus tácticas de infiltración y la guerra de maniobras que dominó el frente oriental.
La historia militar alemana estaba muy influida por Carl von Clausewitz, Alfred von Schlieffen y Helmuth von Moltke, que eran partidarios de la maniobra, la masa y la maniobra envolvente. Sus conceptos fueron aplicados con éxito en la Guerra franco-prusiana y en el intento del Plan Schlieffen. Durante la guerra, estos conceptos fueron modificados por la Reichswehr. Su jefe de Estado Mayor, Hans von Seeckt, se alejó de la doctrina argumentando que se centraba demasiado en el envolvimiento basado en la velocidad. La velocidad daba sorpresa, y ésta permitía su explotación si las decisiones se tomaban rápido y la movilidad daba flexibilidad y velocidad. Von Seeckt abogó por efectuar rupturas contra el centro del enemigo cuando era más rentable que los envolvimientos, o donde los envolvimientos no eran prácticos.
Bajo el mando de von Seeckt, la actualización moderna del sistema doctrinal recibió el nombre de Bewegungskrieg (en alemán, guerra de movimiento), y su sistema de tácticas denominado Auftragstaktik (en alemán, táctica según la misión) fue desarrollado dando lugar al conocido efecto blitzkrieg. Además, rechazó la noción de masa que habían defendido von Schlieffen y von Moltke.
Mientras que las reservas ocupaban cuatro décimas partes de las fuerzas germanas en las campañas de la preguerra, von Seeckt buscó la creación de una fuerza militar de voluntarios pequeña y profesional apoyada por una milicia defensiva. En la guerra moderna, sostenía que una fuerza pequeña era más capaz de la acción ofensiva, más rápida en estar preparada y menos cara de equipar con armas modernas. La Reichswehr estaba forzada a adoptar un pequeño ejército profesional debido a las condiciones del Tratado de Versalles que limitaba el ejército alemán a un máximo de cien mil soldados.
La Bewegungskrieg necesitaba una nueva jerarquía de mando que permitiese que las decisiones militares fueran tomadas lo más próximas al nivel de la unidad militar. Esto posibilitaba a las unidades reaccionar y hacer efectivas las decisiones más rápidamente, lo que era una ventaja crítica y una de las razones principales para el éxito de la blitzkrieg.
El liderazgo alemán también había sido criticado por no comprender los avances tecnológicos de la Primera Guerra Mundial, dejando la producción de carros de combate como una prioridad mínima y no realizando estudios de la ametralladora antes de la guerra. Como respuesta, los oficiales alemanes asistieron a escuelas técnicas durante el periodo de reconstrucción tras la guerra.
Las tácticas de infiltración, creadas por el ejército alemán durante la Primera Guerra Mundial, se convirtieron en la base de las tácticas posteriores. La infantería alemana había evolucionado a pequeños grupos descentralizados, que evitaban la resistencia y trataban de alcanzar los puntos débiles y atacar las comunicaciones de retaguardia. Se ayudaba de artillería coordinada y bombardeos aéreos, seguidos por fuerzas terrestres mayores con armas pesadas que destruían los puntos de resistencia. Estos conceptos formaron la base de las tácticas de la Wehrmacht durante la Segunda Guerra Mundial.
El frente oriental de la guerra no se estancó en una guerra de trincheras. Los ejércitos alemanes y rusos combatieron en una guerra de maniobras sobre miles de kilómetros, dando a los líderes alemanes la experiencia única que el frente occidental no tenía. Los estudios de las operaciones en el este llevaron a la conclusión de que pequeñas fuerzas coordinadas poseían más capacidad de combate que grandes fuerzas descoordinadas.

### Influencia extranjera

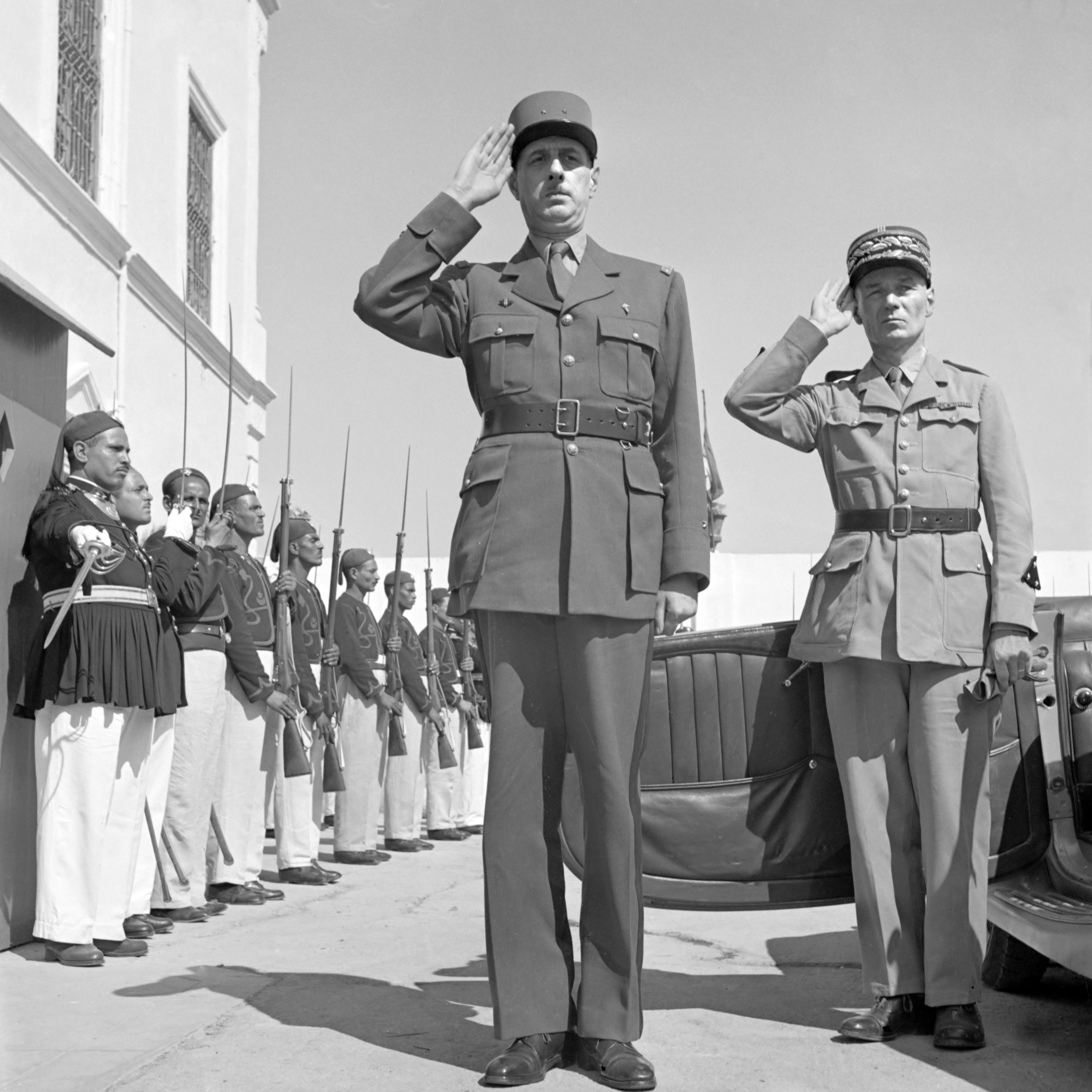
Charles de Gaulle publicó L'armée de metier, donde exponía sus teorías sobre el ejército moderno y el uso masivo de la aviación y los vehículos blindados.

Durante este periodo, los combatientes principales de la guerra desarrollaron teorías propias sobre las fuerzas mecanizadas, siendo las de los Aliados occidentales sustancialmente distintas de las del Reichswehr. Las doctrinas británicas, francesas y estadounidenses al principio de la Primera Guerra Mundial planteaban un papel de los carros blindados reducido a la función de meros apoyos a fuerzas de infantería y supeditados a las mismas, con escaso enfoque en grupos combinados y la concentración de fuerzas acorazadas. Eso influyó de forma decisiva en el diseño de los modelos de carro aliados en servicio: lentos y pesados, con fuerte blindaje y un armamento pensado para el fuego de apoyo. Los alemanes tendrían, por el contrario, menor blindaje y potencia de fuego a cambio de una velocidad y maniobrabilidad mucho mayores, por lo menos en las fases iniciales de la guerra y hasta la aparición de los modelos de panzer más pesados.
Las primeras publicaciones del Reichswehr contenían muchos artículos traducidos procedentes de los países aliados, aunque cuanto más diferían las líneas doctrinales, menos interés recibían por parte del Estado Mayor alemán. Los avances técnicos de los países extranjeros fueron, sin embargo, vigilados y utilizados en parte por la Oficina de Armamento. En general, las doctrinas externas tuvieron poca influencia, con cuatro posibles excepciones: el francés Charles de Gaulle, el soviético Mijaíl Tujachevski y los británicos J.F.C. Fuller y Basil Liddell Hart.
De Gaulle, que por entonces era coronel del ejército francés, era un conocido defensor de la concentración de blindados y aviones, opinión menospreciada por su alto mando, pero que algunos afirman que influyó a Heinz Guderian. En 1934, De Gaulle había escrito en su libro L'armée de metier unas teorías donde defendía el uso combinado de carros e infantería en colaboración con la aviación. Los mandos superiores del ejército francés rechazaron tales ideas, pero muchos extractos del texto de De Gaulle fueron citados literalmente como teoría útil en los manuales militares alemanes de esa época.
Se asocia a Fuller y Liddell Hart con el desarrollo de la blitzkrieg por el mismo Guderian en su libro de memorias. A propuesta de ambos, la Oficina de Guerra británica permitió una Fuerza Mecanizada Experimental, formada el 1 de mayo de 1927, que estaba completamente motorizada e incluía artillería autopropulsada e ingenieros motorizados. Sus artículos con las conclusiones extraídas tuvieron una amplia difusión en Alemania, e incluso fue el propio Guderian el encargado de traducirlos. Ambos autores eran ampliamente conocidos por el cuerpo de oficiales alemán anterior al rearme (Erwin Rommel, por ejemplo, tenía en su casa ejemplares originales y algunas de las traducciones de Guderian). Sin embargo, los Aliados (y especialmente Gran Bretaña) descartaron esos estudios iniciales y adoptaron completamente la doctrina del carro como apoyo de la infantería.
De lo que no hay duda, por tanto, es de que fueron Guderian y otros generales tudescos los primeros en diseñar y poner en práctica esta doctrina en una amplia y exitosa gama de escenarios durante la  Segunda Guerra Mundial. Desde los cruces de ríos por las primeras fuerzas combinadas y la explotación de la penetración durante el avance en Francia en 1940 a los masivos avances envolventes en la Unión Soviética en 1942, el ejército alemán mostró una maestría e innovación que le permitió superar su inferioridad numérica y material. En gran parte se debe a la decidida labor de Guderian como impulsor incansable del arma acorazada; su liderazgo fue apoyado y fomentado por el Estado Mayor del Reichswehr, promoviendo tanto el diseño del arma como la mejora en su uso a través de juegos de guerra durante los años 1930.
Por otra parte, el Reichswehr y el Ejército Rojo colaboraron en ejercicios militares y pruebas en Kazán y Lípetsk a comienzos de 1926. Durante este periodo, el Ejército Rojo estaba desarrollando la teoría de Operaciones de profundidad, que guiaría la doctrina del Ejército Rojo durante la Segunda Guerra Mundial. Situados dentro de la Unión Soviética, estos dos centros fueron usados para pruebas de aviación y vehículos blindados hasta un nivel de batallón, así como para alojar escuelas de blindados y aéreas. Estas pruebas iniciales se realizaron en secreto en territorio de la Unión Soviética como parte de un programa de intercambio mediante el cual los alemanes pretendían evitar las imposiciones del Tratado de Versalles en materia de investigación bélica. Pese a ello, la Gran Purga lanzada por Stalin en 1935 significó que muchos jefes militares soviéticos defensores de la «guerra en profundidad» fueran arrestados y luego fusilados, con la consecuente prohibición gubernamental de seguir estudiando conceptos bélicos cuyos autores habían perdido el favor del régimen. Irónicamente, serían precisamente los soviéticos los que más sufrirían la maestría técnica conseguida por las fuerzas alemanas gracias a esta colaboración inicial encubierta.

### Guderian en la Wehrmacht
Siguiendo las reformas militares de Alemania en los años 1920, Heinz Guderian apareció como un decidido partidario de las fuerzas mecanizadas. Dentro de la Inspección de Transporte de Tropas, Guderian y sus colegas realizan trabajos teóricos y de ejercicio en el campo. Había oposición por muchos oficiales que daban primicia a la infantería o simplemente dudaban de la utilidad del blindado. Entre ellos estaba el jefe de Estado Mayor Ludwig Beck (1935-1938), que desconfiaba de que las fuerzas blindadas pudieses ser decisivas. No obstante, durante su mandato se crearon las divisiones panzer.
Guderian defendió que el carro era el arma decisiva de la guerra. Afirmó en uno de sus escritos que «si los carros tienen éxito, entonces se consigue la victoria». En un artículo dirigido a los críticos de la guerra acorazada, Guderian escribió: «hasta que nuestros críticos puedan aportar un nuevo y mejor método para realizar un ataque terrestre con éxito distinta de una matanza indiscriminada, continuaremos manteniendo nuestras creencias en que los blindados —empleados apropiadamente, no hace falta decirlo— son ahora el mejor medio disponible para un ataque por tierra».
Tratando sobre el mayor ritmo en el que los defensores podrían reforzar una zona en que los atacantes hubieran penetrado durante la Primera Guerra Mundial, Guderian escribió que "ya que las fuerzas de reserva estarán ahora motorizadas, la creación de nuevos frentes defensivos es más fácil de lo que solía ser; las posibilidades de una ofensiva basadas en la cooperación de la artillería e infantería son, consecuentemente, más sencillas de lo que fueron en la última guerra". Continuó con que "creemos que atacando con blindados podemos alcanzar un índice de movimiento mayor que el posible hasta ahora, y —lo que es quizás incluso más importante— podemos mantenerlo una vez que se abra una brecha en el frente". Además, Guderian pidió que la radio fuese utilizada de forma generalizada para facilitar la coordinación y el mando.

### Panzertruppeny Luftwaffe
La blitzkrieg no sería posible sin la modificación del ejército permanente de Alemania, que estaba limitado por el Tratado de Versalles a 100 000 hombres, su fuerza aérea disuelta y el desarrollo del tanque prohibido. Tras convertirse en jefe de Estado, Adolf Hitler ignoró estas obligaciones.
Se creó un mando de tropas blindadas dentro del Heer (Ejército) alemán, las Panzertruppen. La Luftwaffe, o Fuerza Aérea, fue restablecida, y comenzó el desarrollo de cazabombarderos y doctrinas. Hitler era un fuerte partidario de esta nueva estrategia. Leyó el libro de Guderian Achtung! Panzer! y observó los ejercicios de campo de los blindados en Kummersdorf, donde comentó «Esto es lo que quiero: y esto es lo que tendré».

### Guerra civil española
Los voluntarios alemanes utilizaron por primera vez los blindados en campos de batalla reales durante la guerra civil española de 1936. Los cuerpos acorazados consistían en el Batallón 88, una fuerza creada con tres compañías de carros Panzer I que funcionaron como cuadro de entrenamiento para el ejército nacional. La Luftwaffe desplegó escuadrones de cazas, bombarderos en picado y transportes bajo el nombre de la Legión Cóndor.
Guderian dijo que el despliegue de carros fue «en una escala demasiado pequeña para permitir realizar valoraciones exactas». La verdadera prueba para su «idea blindada» debería esperar hasta la Segunda Guerra Mundial. Sin embargo, la Fuerza Aérea alemana también proporcionó voluntarios para probar tácticas y aviones en combate, incluyendo el primer uso del Stuka.

## Método de maniobras

### Schwerpunkt

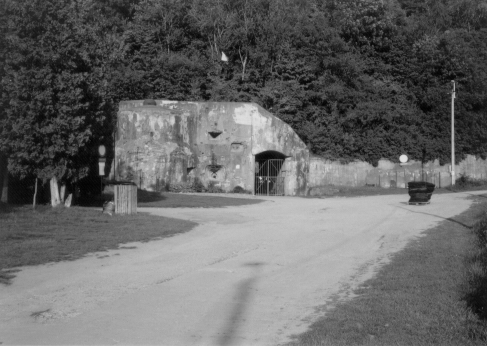
Entrada principal al fuerte Eben Emael, en Bélgica.

La blitzkrieg siempre perseguía acciones decisivas. Con este fin, se desarrolló la teoría del Schwerpunkt o punto focal: se trataba del punto de máximo esfuerzo. Las fuerzas panzer y la Luftwaffe eran utilizadas únicamente en este punto de máximo esfuerzo siempre que fuera posible. Mediante el éxito local en el Schwerpunkt, una pequeña fuerza lograba una rotura de la línea y conseguía ventajas al luchar en la retarguardia del enemigo. Fue resumido por Guderian como Nicht kleckern, klotzen! («¡Sin hacer cosquillas, golpeando!» o bien «no a trocitos, sino todo de golpe»).
Para conseguir una rotura del frente, la infantería, y con menor frecuencia, las propias fuerzas blindadas, atacarían la línea defensiva del enemigo, apoyada por fuego de artillería y bombardeos para crear una brecha en la línea enemiga por la que pasaría la totalidad de las fuerzas mecanizadas. La fuerza atacante abre los flancos para aumentar la seguridad con la distancia. Este momento de la rotura ha sido etiquetado de «bisagra», porque las fuerzas mecanizadas maniobraban hacia el interior y creaban un efecto de palanca contra las fuerzas defensoras.
En esto, la fase inicial de la operación, las fuerzas aéreas intentaban ganar la superioridad aérea sobre las fuerzas enemigas atacando los aviones situados en tierra, bombardeando sus aeródromos e intentando destruirlos en combates aéreos.
Un último elemento era el uso de fuerzas aerotransportadas más allá de las líneas enemigas para interrumpir las actividades enemigas y tomar posiciones importantes, como ocurrió en Eben Emael.

### Parálisis
Abriendo una brecha hacia las zonas de retaguardia adversarias, las fuerzas alemanas intentaban paralizar el proceso de toma de decisiones y de puesta en práctica del enemigo. Moviéndose más rápidamente que sus oponentes, los elementos mecanizados explotaban esta debilidad y actuaban anticipando cualquier respuesta contraria. Guderían escribió que «el éxito debe ser explotado sin respiro y con cada pizca de fuerza disponible, incluso de noche. El enemigo derrotado no debe estar tranquilo».
Un punto principal para esto era el ciclo de decisiones. Cada decisión tomada por los germanos o las fuerzas enemigas necesitaba tiempo para recopilar información, tomar una decisión, repartir las órdenes entre los subordinados, y luego poner en práctica la decisión a través de la acción. Gracias a la movilidad superior y los ciclos más rápidos en la toma de decisiones, las fuerzas mecanizadas podían realizar acciones en una situación antes que sus oponentes.
El control directo (Auftragstaktik) fue un método de mando rápido y flexible. En lugar de recibir una orden explícita, un comandante sería informado de la intención de su superior y el papel que tendría su unidad dentro de ese concepto. El método exacto de ejecución sería entonces un asunto que el comandante determinaría como mejor se ajustase a la situación. La carga del personal se reducía a repartir y extender junto con las órdenes más información sobre su propia situación. Además, fomentar la iniciativa a todos los niveles ayudaba a su puesta en práctica. En consecuencia, las decisiones importantes podían ser ejecutadas rápidamente bien de forma verbal, bien con órdenes escritas de poca longitud.

### Kesselschlacht
La fase final de una operación se denominada Kesselschlacht o batalla de la caldera o bolsa. Consistía en un ataque concéntrico a una fuerza cercada. Era donde se infligía la mayor parte de las pérdidas al enemigo, sobre todo con la captura de prisioneros y armamento.

## Operaciones de la Segunda Guerra Mundial

### Polonia, 1939
A pesar de que el vocablo blitzkrieg fue acuñado durante la invasión de Polonia de 1939, los historiadores mantienen generalmente que las operaciones alemanas fueron más coherentes con métodos más tradicionales. La estrategia de la Wehrmacht estaba más en línea con el Vernichtungsgedanke, centrarse en envolvimientos para crear bolsas. Las fuerzas Panzer fueron desplegadas repartidas entre las tres concentraciones alemanas sin un fuerte énfasis en su uso independiente, siendo usadas para crear o destruir bolsas de fuerzas polacas y capturar puntos estratégicos para apoyar a la infantería a pie que le seguía.
La Luftwaffe obtuvo la superioridad aérea con una combinación de tecnología superior y cantidad. Se afirma erróneamente que la Fuerza Aérea polaca fue destruida al inicio de la campaña mientras estaba en tierra. Los aviones polacos fueron trasladados a aeródromos ocultos aproximadamente 48 horas después del comienzo de las hostilidades.
La comprensión de las operaciones en Polonia han cambiado considerablemente desde la Segunda Guerra Mundial. Muchas de las primeras crónicas de la posguerra atribuían incorrectamente la victoria alemana a «un desarrollo enorme en la técnica militar que ocurrió entre 1918 y 1940», citando incorrectamente que «Alemania, que tradujo teorías a la práctica... llamando al resultado Blitzkrieg». Historias más recientes identifican las operaciones alemanas en Polonia como relativamente cautelosas y tradicionales. Matthew Cooper escribió:

«Durante toda la campaña polaca, el empleo de las unidades mecanizadas reveló la idea de que serían utilizados solamente para facilitar el avance y apoyar las actividades de la infantería... Así, cualquier explotación estratégica de la idea blindada estaba muerta. La parálisis del mando y la rotura del estado de ánimo no fueron el propósito final de las... fuerzas de tierra y aire alemanas, y sólo fueron productos derivados secundarios de las maniobras tradicionales del envolvimiento rápido y de las actividades de apoyo de la artillería volante de la Luftwaffe, teniendo ambos como intención la destrucción física del enemigo. Así fue el Vernichtungsgedanke de la campaña polaca».

Cooper llegó a decir que el uso de los tanques «dejó mucho que desear... El miedo de la acción enemiga contra los flancos del avance, el miedo que fue comprobado tan desastroso a las posibilidades alemanas en el frente occidental en 1940 y en la Unión Soviética en 1941, estaba presente desde el principio de la guerra». John Ellis afirmó que «hay una considerable justicia en la afirmación de Matthew Cooper que las divisiones Panzer no tuvieron el tipo de misión estratégica que era característico en la auténtica blitzkrieg de blindados, y que estaban subordinadas casi siempre a varios ejércitos de infantería».
De hecho, «mientras que los informes occidentales de la campaña polaca hacían hincapié en el poder de choque de los tanques y los ataques de los Stuka, tendían a subestimar el efecto castigador de la artillería alemana en las unidades polacas. Móvil y disponible en cantidades significativas, la artillería destruyó tantas unidades como las otras ramas de la Wehrmacht».

### Francia, 1940
La invasión de Francia constó de dos fases: el Plan Amarillo (Fall Gelb) y el Plan Rojo (Fall Rot). Fall Gelb comenzó con una finta dirigida contra los Países Bajos y Bélgica con dos cuerpos blindados y paracaidistas. Tres días más tarde el Panzergruppe von Kleist atacó a través de las Ardenas y consiguió una rotura del frente con el apoyo aéreo. El grupo se movió rápidamente por la costa del canal de la Mancha, copando a la Fuerza Expedicionaria Británica (British Expeditionary Force, BEF), el Ejército belga y algunas divisiones del Ejército francés.
Las unidades motorizadas avanzaron inicialmente mucho más lejos que las divisiones que les seguían. Cuando las fuerzas mecanizadas alemanas se encontraron con el contraataque en la batalla de Arrás, los tanques pesados británicos crearon un breve pánico en el Alto Mando alemán. Más tarde, las fuerzas motorizadas fueron detenidas a las puertas de la ciudad portuaria de Dunkerque, que estaba siendo utilizada para evacuar las fuerzas aliadas. Hermann Göring había prometido que su Luftwaffe terminaría el trabajo pero las operaciones aéreas no detuvieron la evacuación de la mayoría de las tropas aliadas, unos 300 000 franceses y británicos, en una operación llamada Dinamo.
El Plan Rojo comenzó con el XV Cuerpo Panzer atacando hacia Brest y el XIV Cuerpo Panzer atacando el sureste de París, hacia Lyon y el XIX Cuerpo Panzer completando el envolvimiento de la línea Maginot. Las fuerzas defensoras estaban demasiado presionadas como para organizar cualquier tipo de contraataque. Se ordenó continuamente a las fuerzas francesas formar nuevas líneas de defensa junto a los ríos, encontrándose a menudo que las fuerzas alemanas ya habían pasado.

### Frente oriental, 1941-45

Avance alemán desde el 22 de junio hasta el 5 de diciembre de 1941.

La utilización de fuerzas blindadas fue crucial para ambas partes del frente oriental. La operación Barbarroja, la invasión alemana de la Unión Soviética en 1941, implicó una cantidad de roturas de frentes y envolvimientos por parte de fuerzas motorizadas. Su objetivo era "destruir las fuerzas rusas desplegadas en el Oeste y evitar su huida hacia los espacios abiertos de Rusia". Esto se consiguió con cuatro ejércitos Panzer que cercaron a las sorprendidas y desorganizadas fuerzas soviéticas, seguidos por la infantería a pie que completaba los envolvimientos y derrotaba las fuerzas atrapadas. El primer año de la ofensiva en el frente oriental puede ser considerada como la última blitzkrieg importante con éxito.
Tras no haber conseguido destruir a los soviéticos antes del invierno de 1941, los límites de la superioridad táctica alemana llegaron a ser evidentes. Aunque la invasión tudesca conquistó con éxito extensas zonas del territorio soviético, los efectos estratégicos generales fueron más limitados. El Ejército Rojo pudo reagruparse más allá de la línea principal de batalla, y finalmente derrotar a las fuerzas alemanas por primera vez en la batalla de Moscú. A ello se unió que las tácticas alemanas se dificultaban por el clima y debido a que el frente de combate se alejaba cada vez más de los centros industriales de Alemania y tal rasgo no había sido adecuadamente previsto.
En el verano de 1942, cuando Alemania lanzó otra ofensiva contra el sur de la Unión Soviética sobre Stalingrado y el Cáucaso, los soviéticos perdieron una cantidad importante de territorio, solo contraatacando una vez más durante el invierno. Los triunfos alemanes fueron limitados por el desvío por parte de Hitler de fuerzas para el ataque de Stalingrado e intentar alcanzar los campos petrolíferos del Cáucaso simultáneamente en lugar de seguidamente como se había considerado en el plan original. El frente estaba más sobreextendido que nunca y ello dificultaba el abastecimiento. El Ejército Rojo, por su parte, poseía una vastísima retaguardia que le permitía planificar maniobras y movimientos que no pudieron intentar franceses o polacos contra la Wehrmacht.

### Frente occidental, 1944-45

Progreso de la línea del frente en la batalla de las Ardenas.

Con el transcurso de la guerra, los ejércitos aliados empezaron a utilizar formaciones de fuerzas combinadas y estrategias de penetración en profundidad que Alemania había intentado usar en los primeros años de la guerra. Muchas operaciones aliadas en el Desierto Occidental y en el frente oriental confiaron en las concentraciones masivas de potencia de fuego para obtener roturas del frente por unidades blindadas móviles. Estas tácticas basadas en la artillería fueron también decisivas en las operaciones del frente occidental tras la batalla de Normandía y tanto los ejércitos de la Commonwealth como de Estados Unidos desarrollaron sistemas flexibles y fuertes utilizando apoyo de artillería.
Tras los desembarcos aliados de Normandía, Alemania hizo intentos de aplastar la fuerza del desembarque con ataques de blindados pero no logró su objetivo por la falta de coordinación y la superioridad aérea aliada. La tentativa más significativa del uso de operaciones en profundidad en Normandía fue en Mortain, que acabó con la creación de la bolsa de Falaise y la destrucción final de las fuerzas alemanas de Normandía. El contraataque de Mortain fue lanzado contra las fuerzas aliadas que actuaron en la operación Cobra, el XII Grupo de Ejércitos de Estados Unidos. El 7.º Ejército alemán atacó hacia las costas de Saint-Lô, intentando cortar al 3.er Ejército de Estados Unidos, mandado por George S. Patton en la operación Lüttich. No pudo alcanzar la rotura de la línea contra la infantería defensora y, atascado, fue cercado y destruido por el XII Grupo de Ejércitos.
La ofensiva aliada en el centro de Francia, encabezada por las unidades blindadas del III Ejército de Patton, utilizó técnicas de rotura y penetración que eran esencialmente idénticas a la "idea de blindados" de la preguerra de Guderian. Patton reconoció que había leído a Guderian y a Rommel antes de la guerra, y sus tácticas compartían sus ideas de velocidad y ataque.
La última ofensiva alemana en el frente occidental, la batalla de las Ardenas, denominada Operación Wacht Am Rhein por los alemanes, fue una ofensiva lanzada hacia el puerto vital de Amberes en diciembre de 1944. Lanzada con mal tiempo atmosférico contra un sector débil aliado, fue una sorpresa y un éxito inicial mientras las fuerzas aéreas aliadas estuvieron bloqueadas por la nubosidad. Sin embargo, las bolsas defensivas en lugares clave a través de las Ardenas, la escasez de carreteras útiles y un mal plan logístico provocaron retrasos a los tudescos. Las fuerzas aliadas desplegadas en los flancos de la penetración alemana y la aviación aliada pudieron atacar de nuevo a las columnas blindadas. Mientras que la estrategia había sido sólida, la capacidad de las tropas alemanas se había reducido hasta el punto de no poder explotar los beneficios iniciales.

### Contramedidas y limitaciones

#### Entorno
Los conceptos asociados con la denominación blitzkrieg, penetraciones en profundidad por blindados, grandes envolvimientos y ataques de fuerzas combinadas, tenían una dependencia importante del terreno y las condiciones meteorológicas. Donde no había capacidad para el movimiento rápido, la penetraciones de blindados fueron evitadas a menudo o resultaron un fracaso.
El terreno debía ser idealmente plano, firme, sin obstáculos naturales o fortificaciones e intercalado de carreteras y vías de ferrocarril. Si en su lugar era accidentado, arbolado, con pantanos o zonas urbanas, los blindados serían vulnerables a la infantería en combate próximo y sin posibilidad de salir a toda velocidad. Además, las unidades podían detenerse por el fango o la nieve. La artillería y el apoyo aéreo también dependían del tiempo atmosférico.

#### Superioridad aérea
La superioridad aérea aliada se convirtió en un impedimento significativo en las operaciones alemanas durante los últimos años de la guerra. Los primeros éxitos tudescos disfrutaron de superioridad aérea, apoyo aéreo cercano y reconocimiento aéreo. Sin embargo, los cazabombarderos aliados fueron temidos por sus éxitos tácticos, de manera que tras la batalla de Normandía, las tripulaciones de los vehículos germanos mostraban reticencia a moverse en masa a la luz del día.
De hecho, la última operación relámpago alemana, la batalla de las Ardenas, fue planeada para que tuviese lugar con mal tiempo y la aviación aliada en tierra. Bajo esas condiciones, fue difícil para los comandantes alemanes emplear la «idea de blindados» a su potencial previsto.

#### Tácticas anti-blitzkrieg
La Blitzkrieg era muy efectiva contra las doctrinas de defensa estática que la mayoría de los países desarrollaron al final de la Primera Guerra Mundial. Los primeros intentos de derrotar a la Blitzkrieg pueden ser fechados durante la invasión de Polonia en 1939, donde el general polaco Stanisław Maczek, comandante de la 10.ª Brigada de Caballería Motorizada, preparó un informe detallado de las tácticas alemanas, su uso, efectividad y posibles precauciones para el Ejército francés. Sin embargo, el personal francés hizo caso omiso de este informe, que fue capturado por los alemanes, sin abrir.
Durante la batalla de Francia en 1940, la 4.ª División Blindada de De Gaulle y elementos de la Brigada Blindada de la Fuerza Expedicionaria Británica realizaron ataques contra el flanco alemán, llegando a empujar hacia atrás las columnas acorazadas avanzadas durante la batalla de Arrás. Ésta pudo haber sido la razón para que Hitler ordenase la detención del avance tudesco.
Esos ataques, combinados con la defensa de erizo de Maxime Weygand, se convirtieron en la base principal para responder a la blitzkrieg en el futuro: despliegue en profundidad, permitir a las fuerzas enemigas circunvalar las concentraciones defensivas, dependencia de la artillería anticarro, empleo de la mayor fuerza en los flancos del ataque enemigo, seguido de contraataques en la base para destruir el avance enemigo. Mantener los flancos era esencial para encauzar el ataque enemigo, y la artillería, empleada apropiadamente, causaría un número mayor de bajas a los atacantes.
Mientras que las fuerzas aliadas en 1940 carecían de la experiencia para desarrollar con éxito esas estrategias, teniendo como resultado la capitulación de Francia con muchas pérdidas, fueron características en las operaciones aliadas posteriores. En la batalla de Kursk, el Ejército Rojo empleó una combinación de defensa en gran profundidad, campos de minas extensos y una defensa tenaz en los flancos de la rotura de la línea. De esta forma, redujeron la capacidad de combate de los alemanes incluso mientras las fuerzas alemanas avanzaban.

#### Logística
Aunque efectiva en las campañas rápidas contra Polonia y Francia, Alemania no podía mantener la blitzkrieg en los últimos años de la guerra. La guerra relámpago tiene el peligro inherente de extender demasiado sus líneas de abastecimiento, y la estrategia podía ser derrotada por un enemigo determinado, que esté dispuesto a sacrificar territorio durante el tiempo necesario para reagruparse y rearmarse, como hicieron los soviéticos en el frente oriental, la conocida estrategia de ceder terreno a cambio de ganar tiempo.
La producción de tanques y vehículos era un problema constante para Alemania. De hecho, a final de la guerra, muchas divisiones panzer no tenían más que algunas docenas de carros. Conforme se acercaba el final de la guerra, Alemania también tuvo una escasez crítica de combustible y munición debido a los bombardeos estratégicos aliados [cita requerida]. Aunque la producción de aviones de combate continuaba, no podían volar debido a la falta de combustible. El combustible era enviado a las divisiones Panzer, que incluso así no podían operar de forma normal. De los Tiger I que se perdieron contra el Ejército de los Estados Unidos, casi la mitad de ellos fueron abandonados por falta de combustible.

### Influencia
La influencia más amplia de la blitzkrieg estuvo dentro de la dirección aliada occidental de la guerra, algunos de los que tomaron inspiración de la propuesta alemana. El general estadounidense Patton resaltaba la persecución rápida, el uso de una punta de lanza de blindados para realizar una rotura del frente, y aislar y desbaratar las fuerzas enemigas antes de que se dieran a la fuga. También puso en práctica la idea atribuida al líder de caballería Nathan Bedford Forrest de «llegar allí más rápido, con la mayoría de las fuerzas».

## Operaciones en conflictos posteriores

### Guerra de los Seis Días
La blitzkrieg fue en cierto modo la táctica adoptada (aunque no con este nombre) por las Fuerzas de Defensa de Israel en varios conflictos, entre ellos durante la guerra del Sinaí, aunque más notoriamente en la guerra de los Seis Días. La estrategia de Israel en estos conflictos consistía en crear puntas de lanza flexibles, con apoyo aéreo cercano. Para poder hacer frente a varios ejércitos en varios frentes, se dividió el plan de ataque en fases, cada una centrada en un frente concreto, de sur a norte, realizando un rápido y contundente avance, para luego ir enviando las fuerzas sobrantes conforme se hiciera con el control del mismo, para brindar apoyo al siguiente.
Un aspecto importante de las guerras relámpago a partir de la segunda mitad del siglo xx es el uso de cazabombarderos modernos para conseguir una superioridad aérea por medio del bombardeo de bases aéreas y pistas de despegue. Esta táctica tuvo su máximo exponente en la guerra de los Seis Días, cuando las fuerzas aéreas de Egipto y Jordania se quedaron prácticamente destruidas, consiguiendo Israel el control aéreo total, el cual resultaría crucial para poder ofrecer apoyo aéreo cercano a las unidades terrestres.
En cuanto a las tácticas terrestres, se trataba de crear puntas de lanza flexibles para avanzar entre unidades enemigas relativamente cercanas entre sí, para poder conquistar puntos estratégicos detrás de las líneas enemigas, y posteriormente atacar al enemigo de varias direcciones. La flexibilidad de este tipo de tácticas radicaba también en la autonomía que tenían los comandantes en el terreno para llevar a cabo decisiones operativas por su cuenta y de acuerdo con el desarrollo de la batalla.
Desde el punto de vista de una blitzkrieg, la guerra de los Seis días fue excepcional en el sentido de que fue librada en principio con fines defensivos, y es que normalmente las fuerzas defensivas no toman la iniciativa, la cual forma parte imprescindible de una campaña relámpago exitosa.

### Guerra del Golfo
Muchos expertos han definido como guerra relámpago la invasión aliada de la Kuwait ocupada por Irak en 1991.
También en este caso la primera fase consistió en un bombardeo aéreo, de los más intensivos de la historia militar moderna y con aviones más modernos y más capaces, que incluía el lanzamiento de un total de 88 500 toneladas de bombas y más de 100 000 vuelos en espacio aéreo iraquí. Tras cesar los bombardeos, la entrada de las unidades terrestres supuso una incursión masiva y una serie de combates intensos, que culminaría con un alto el fuego tras escasas cien horas de combate
Sin embargo, puesto que la fase de bombardeos había durado 42 días consecutivos, para algunos expertos no puede coincidir con la definición de guerra relámpago, a pesar de una campaña terrestre muy rápida y contundente que culminó con la recuperación de Kuwait.